# Spiroterma
Spiroterma là một chi bướm đêm thuộc họ Cosmopterigidae.